# Mare Vint
Mare Vint (ur. 15 września 1942 w Tallinnie, zm. 10 maja 2020) – estońska graficzka.

## Życiorys
Mare Mänd po ukończeniu szkoły średniej w Tallinnie rozpoczęła studia w Estońskim Państwowym Instytucie Sztuki SRR. W 1967 roku ukończyła go, uzyskując dyplom na wydziale szkła artystycznego. Po ukończeniu studiów przez dwa lata pracowała jako nauczycielka w liceum. Od 1968 roku wystawia swoje prace na wystawach w Estonii i za granicą. Od 1972 roku jej ulubioną techniką była litografia. W 1973 roku została członkiem Estońskiego Związku Artystów, a w 1992 roku Eesti Vabagraafikute Ühendus (Estońskiego Stowarzyszenia Wolnych Grafików). Była dwukrotnie zamężna. Jej pierwszym mężem był Tõnis Vint, a drugim Andres Tolts.
O ile w latach 60. i 70. XX wieku jej prace charakteryzowały się czarno-białym kontrastem, to od lat 80. i 90. XX wieku na obrazach pojawiały się kolorowe ogrody, parki i miasta. Wtedy też powstały pierwsze prace na płótnie z tuszem lub kredkami. Jej prace znalazły się między innymi w zbiorach Estońskiego Muzeum Sztuki, Muzeum Sztuki w Tartu, Galerii Trietiakowskiej, Muzeum Ludwig, New Orleans Museum of Art. Swoje prace wystawiała zarówno w Estonii, jak i w wielu muzeach i galeriach na świecie. Ostatnia jej wystawa miała miejsce w 2019 w Estońskim Muzeum Architektury Geometria i metafizyka. Mare Vint i Arne Maasik.

## Upamiętnienie
- W 2005 roku Anri Rulkov nakręcił z okazji otwarcia w 2004 roku wystawy Valitud vaated film dokumentalny Mare Vint. Film jest wywiadem z artystką, która opowiada o swojej pracy[6].

## Nagrody i odznaczenia
- 1975 – nagroda specjalna Międzynarodowego Biennale Grafiki w Lublanie[3]
- 1977 – nagroda specjalna IV Triennale Grafiki w Tallinnie[3]
- 1992 – nagroda specjalna IX Triennale Grafiki w Tallinnie[3]
- 2001 – nagroda im. Kristiana Rauda[7]
- 2020 – nagroda Eesti Kultuurkapital (Estońskiej Fundacji Kultury) za całokształt twórczości[8][9]
- 2015 – Order Gwiazdy Białej V klasy[10]